# A Noite (canção de Da Lou)
"A Noite" é uma canção da cantora brasileira Da Lou, gravada no estúdio da gravadora Midas Music. Da Lou é a primeira artista a participar do projeto "Fábrica de Sonhos" em 2012, promovido pelo produtor musical Rick Bonadio, que produziu Mamonas Assassinas, NX Zero, Rouge, Charlie Brown Jr. e entre outros. Ela foi a escolhida pelo produtor numa ação na web que pedia para que músicos de todo o Brasil enviassem seus trabalhos ao produtor. Da lou então enviou um vídeo caseiro de sua música "A noite" cuja canção foi escolhida para participar do projeto. Rick Bonadio levou Da Lou para São Paulo para gravar no estúdio da Midas Music. Após finalizar o trabalho Rick ficou encantado com a vibe de Da lou, e disse que se a música estourasse em sua terra natal, ele iria chama-lá para gravar um CD. "A noite" virou o primeiro single de sua carreira, e ganhou um videoclipe.

## Formatos e faixas
- Single digital[4]

1. "A Noite" - 2:47
2. "A Noite" (videoclipe) - 2:47